# Cordylomera carvalhoi
Cordylomera carvalhoi là một loài bọ cánh cứng trong họ Cerambycidae.